# Physalis coztomatl
Espèce
Statut de conservation UICN

 LC  : Préoccupation mineure
Physalis coztomatl est une espèce de la famille des Solanaceae. Elle est originaire du Mexique et est adaptée au biome tropical
Il produit des fruits comestibles de couleur jaune orangé, mais il est rarement cultivé. Les feuilles sont de forme ovale. Il est originaire d'Amérique ; les Mexicas l'utilisaient à des fins médicinales. Il contient des labdanes diterpènes et a été la première espèce de Physalis dans laquelle ils ont été trouvés.

## Répartition
Ce taxon se rencontre dans le pays suivant : Mexique.

## Systématique
Le nom correct complet (avec auteur) de ce taxon est Physalis coztomatl Moc. & Sessé ex Dunal.
Physalis coztomatl a pour synonyme :
- Physalis coztomatl Moc. & Sessé